# 刘子蔚
劉子蔚（1962年—），又名刘丁华，京劇演員，中國戲曲學院京劇系畢業。曾主演《梅蘭芳》電視劇的主角梅蘭芳，並多次出演瓊瑤的電視劇。

## 演出作品

### 電視劇
| 年份   | 電視公司         | 劇名               | 角色   |
| ------ | ---------------- | ------------------ | ------ |
| 1990年 | 中國電視公司     | 《雪珂》           | 阿德   |
| 1992年 | 中國電視公司     | 《青青河邊草》     | 裴紹謙 |
| 1993年 | 中國電視公司     | 《梅花烙》         | 劉大人 |
| 1993年 | 中國電視公司     | 《鬼丈夫》         | 韓宏達 |
| 1994年 | 臺灣電視公司     | 《新月格格》       | 驥遠   |
| 1994年 | 天津广播电视台   | 《梅蘭芳》         | 梅蘭芳 |
| 1995年 | 香港無線電視公司 | 《包青天之花蝴蝶》 | 姜永志 |

## 電影作品
| 首播   | 劇名             | 英文名       | 角色       | 合作                                                         | 備註   |
| 1991年 | 衛斯理之霸王卸甲 | Bury Me High | 游擊隊領袖 | 錢嘉樂、李賽鳳、胡慧中、元華、徐小明、元奎、秦沛、曹榮       | 男配角 |
| 1993年 | 笑俠楚留香       |              | 蝙蝠公子   | 郭富城、邱淑貞、溫兆倫、袁咏儀、葉蘊儀、劉小慧、張敏、袁潔瑩 |        |